# 2949 Каверзнєв
2949 Каверзнєв (2949 Kaverznev) — астероїд головного поясу, відкритий 9 серпня 1970 року.
Тіссеранів параметр щодо Юпітера — 3,652.